# Arbrissel
Arbrissel (tiếng Breton: Ervrezhell, Gallo: Arbeczèu) là một xã của tỉnh Ille-et-Vilaine, thuộc vùng Bretagne, miền tây bắc nước Pháp.

## Dân số
Người dân ở Arbrissel được gọi là Arbrisselois.